# ふたりでひとつの恋心
『ふたりでひとつの恋心』（ふたりでひとつのこいごころ）は、ゲームブランド大熊猫（ジャイアントパンダ）が制作した18禁恋愛アドベンチャーゲームである。
ディレクター・シナリオを『CLANNAD』で芽衣シナリオを担当した丘野塔也、音楽は同じビジュアルアーツ傘下のゲームブランドKey所属の戸越まごめが担当している。

## 登場人物
諏訪総一（すわ そういち）
声：なし
主人公。資産家の一人息子として生まれたが、その境遇に不満を感じ、両親の別居を機に父親と共に家を出る。しかし、父の死をきっかけとして、母親から生家へ呼び戻される。婚約者として現れた双子と、記憶の中の少女との違いに戸惑いつつも絆を深めていく。
野々宮千尋（ののみや ちひろ）
声：このかなみ
総一の婚約者として現れた双子の姉。温和な性格で、いつも笑顔を絶やさないが、おっちょこちょいで失敗が多く、いつも妹にたしなめられている。
野々宮千早（ののみや ちはや）
声：如月葵
総一の婚約者として現れた双子の妹。姉と違い、きびきびした性格の上、シスコンの気がある。クールで無愛想で、笑顔をほとんど見せない。棒付き飴の「チュッパキャンデー」が好物。
ちー
声：町田あみ
総一が十歳の夏休みに出会い、「けっこんの約束」を交わした少女。底抜けに明るく、総一を引っ張り回す。双子姉妹のどちらかの少女時代のはずだが、雰囲気はどちらとも似ても似つかない。
都川りこ（とがわ りこ）
声：金田まひる
主人公を「おにーちゃん」と呼び慕う少女。普段は素直で無邪気だが、ひとたび気に入らないことに直面すると頑固な性格が露わになる。実家である喫茶店の2階を間借りしていた総一と知り合い、家族同然の付き合いをしている。
藤森蓮（ふじもり れん）
声：伊藤瞳子
総一の従姉妹であり、博士号を持つほどの研究者。自己中心的で、いつも総一を巻き込むトラブルメーカー。海外生活に飽きたという理由で帰国し、総一たちの学校の教師となる。総一の姉のような存在であり、「甥っ子」「姪っ子」と呼び合う仲。
滝優介（たき ゆうすけ）
声：児玉さとみ
総一の幼なじみ。書道部の部長を務めており、朝練まで行うほどの熱心ぶり。総一の良き相談相手。
諏訪さと子（すわ さとこ）
声：彩世ゆう
総一の母親であり、資産家である諏訪家を取り仕切る有能な女性。冷静で冷徹な外面を崩さず、総一に対しても厳しい姿勢を崩さない。総一が最も苦手とする相手。

## 主題歌
「ユニゾン」
作詞：丘野塔也 / 作曲・編曲：戸越まごめ / 歌：真理絵

## スタッフ
- エグゼクティブプロデューサー：馬場隆博（株式会社ビジュアルアーツ代表取締役社長）
- ディレクター：丘野塔也
- 原画：天櫻みとの
- シナリオ：丘野塔也、佐野心音
- 音楽：戸越まごめ